# Farlången
Farlången är en sjö i Osby kommun och Östra Göinge kommun i Skåne och ingår i Skräbeåns huvudavrinningsområde. Sjön är 9 meter djup, har en yta på 1,06 kvadratkilometer och är belägen 92,6 meter över havet. Vid provfiske har bland annat abborre, braxen, gers och gädda fångats i sjön.

## Delavrinningsområde
Farlången ingår i det delavrinningsområde (624297-140521) som SMHI kallar för Utloppet av Farlången. Medelhöjden är 109 meter över havet och ytan är 6,51 kvadratkilometer. Det finns inga avrinningsområden uppströms utan avrinningsområdet är högsta punkten. Vattendraget som avvattnar avrinningsområdet har biflödesordning 2, vilket innebär att vattnet flödar genom totalt 2 vattendrag innan det når havet efter 60 kilometer. Avrinningsområdet består mestadels av skog (82 procent). Avrinningsområdet har 1,06 kvadratkilometer vattenytor vilket ger det en sjöprocent på 16,3 procent.

## Fisk
Vid provfiske har följande fisk fångats i sjön:
- Abborre
- Braxen
- Gärs
- Gädda
- Gös
- Löja
- Mört
- Sarv
- Sutare